# ألبرت رينو
ألبرت رينو هو لاعب هوكي الجليد كندي، ولد في 2 أكتوبر 1920 في أوتاوا في كندا، وتوفي بنفس المكان في 20 ديسمبر 2012.

## وصلات خارجية
- ألبرت رينو على موقع EliteProspects.com (الإنجليزية)
- ألبرت رينو على موقع أوليمبيديا (الإنجليزية)